# 대구 북지장사 삼층석탑
대구 북지장사 삼층석탑(大邱 北地藏寺 三層石塔)은 대한민국 대구광역시 동구 도학동, 북지장사에 있는 신라시대의 삼층석탑이다. 1982년 3월 4일 대구광역시의 유형문화재 제6호로 지정되었다.

## 개요
북지장사의 대웅전 동쪽에 나란히 서 있는 두 탑이다. 북지장사는 고려 명종 22년(1192)에 보조국사가 창건하였다고 하나 그 이후의 역사는 전하고 있지 않다.
탑은 2층 기단(基壇)에 3층 탑신(塔身)을 올린 모습으로, 두 탑의 규모와 형식이 거의 같다. 기단과 탑신의 몸돌에는 기둥 모양을 새겼다. 지붕돌은 윗면에 약한 경사가 흐르고, 밑면의 받침이 4단이며, 네 귀퉁이가 살짝 들려있다.
땅속에 묻혀 있거나 주변에 흩어졌던 것을, 1981년 새로이 복원하여 지금에 이르고 있다.

## 같이 보기
- 대구 북지장사

## 참고 자료
- 대구 북지장사 삼층석탑 - 국가유산청 국가유산포털